# Tannerstadia
De Tannerstadia (ook de Tannerschaal genoemd) zijn precies beschreven fases in de lichamelijke ontwikkeling van kinderen, adolescenten en volwassenen. De onderverdeling in stadia is gebaseerd op zichtbare externe primaire en secundaire geslachtskenmerken zoals de grootte van de borsten, genitalia en het ontwikkelen van pubisbeharing.
De Tannerstadia werden ontwikkeld door de Britse kinderarts James Mourilyan Tanner.

## Tannerstadia

### Pubisbeharing
Deze ontwikkeling treedt zowel bij vrouwen als mannen op.
| Tannerstadium | Kenmerken |
| ------------- | --- |
| P1            | Geen pubisbeharing aanwezig. |
| P2            | Kleine hoeveelheid lange, rechte (of slechts licht gekrulde), licht gepigmenteerde, haartjes aan de basis van de penis en scrotum (man) en op de buitenste schaamlippen (vrouw)                                                                 |
| P3            | Merkbaar donkerdere, stuggere en meer gekrulde beharing. De beharing verspreidt zich naar lateraal over de pubes. |
| P4            | Adulte beharing maar de bedekte oppervlakte is nog steeds minder dan bij volwassenen. Er is nog geen verspreiding naar het mediale oppervlak van de dij.                                                                                        |
| P5            | Adulte beharing, zowel qua type als kwantiteit. Het behaarde oppervlak ziet eruit als een omgedraaide driehoek. Er is beharing aan de binnenzijde van de dij maar niet tot aan de linea alba of tot boven de basis van de omgedraaide driehoek. |

### Borstontwikkeling
Deze ontwikkeling treedt enkel bij vrouwen op.
| Tannerstadium | Kenmerken |
| ------------- | --- |
| B1            | Preadolescent; enkel de papilla (tepel) van de borst is geëleveerd. Geen klierweefsel aanwezig.                                                                      |
| B2            | Borstknop ontstaat. Het klierweefsel wordt voelbaar. De areola (tepelhof) vergroot.                                                                                  |
| B3            | Verdere vergroting van de borst en areola (tepelhof), zonder scheiding van hun contouren.                                                                            |
| B4            | Projectie van de areola en papilla (tepel en tepelhof) tot vorming van een tweede elevatie boven op de borst.                                                        |
| B5            | Volwassen stadium; enkel projectie van de papilla (tepel) door de retractie van de areola (tepelhof) die weer in een gelijk vlak met de borstcontour komt te liggen. |

### Genitale ontwikkeling
Deze ontwikkeling treedt enkel bij mannen op. De ontwikkeling van de testes wordt gemeten met een orchidometer. 
| Tannerstadium | Kenmerken |
| ------------- | --- |
| G1            | Preadolescent; testes, scrotum en penis hebben ongeveer dezelfde grootte en proportie als bij kinderen.                                                               |
| G2            | De scrotum en testes zijn vergroot en er is een verandering opgetreden in de textuur van de scrotale huid. De scrotale huid is enigszins roder geworden.              |
| G3            | De penis is gegroeid, eerst in de lengte, later ook enigszins in de breedte. Ook het scrotum en de testes zijn verder gegroeid.                                       |
| G4            | De penis is verder gegroeid in lengte en breedte en de glans ontwikkelt zich. Ook scrotum en testes zijn verder gegroeid. De scrotale huid is nog donkerder geworden. |
| G5            | De genitalia zijn adult qua vorm en grootte. Er treedt geen verdere groei meer op na dit stadium.                                                                     |